# Villamediana
Villamediana es un municipio y localidad española de la comarca del Cerrato en la provincia de Palencia, comunidad autónoma de Castilla y León.

## Geografía

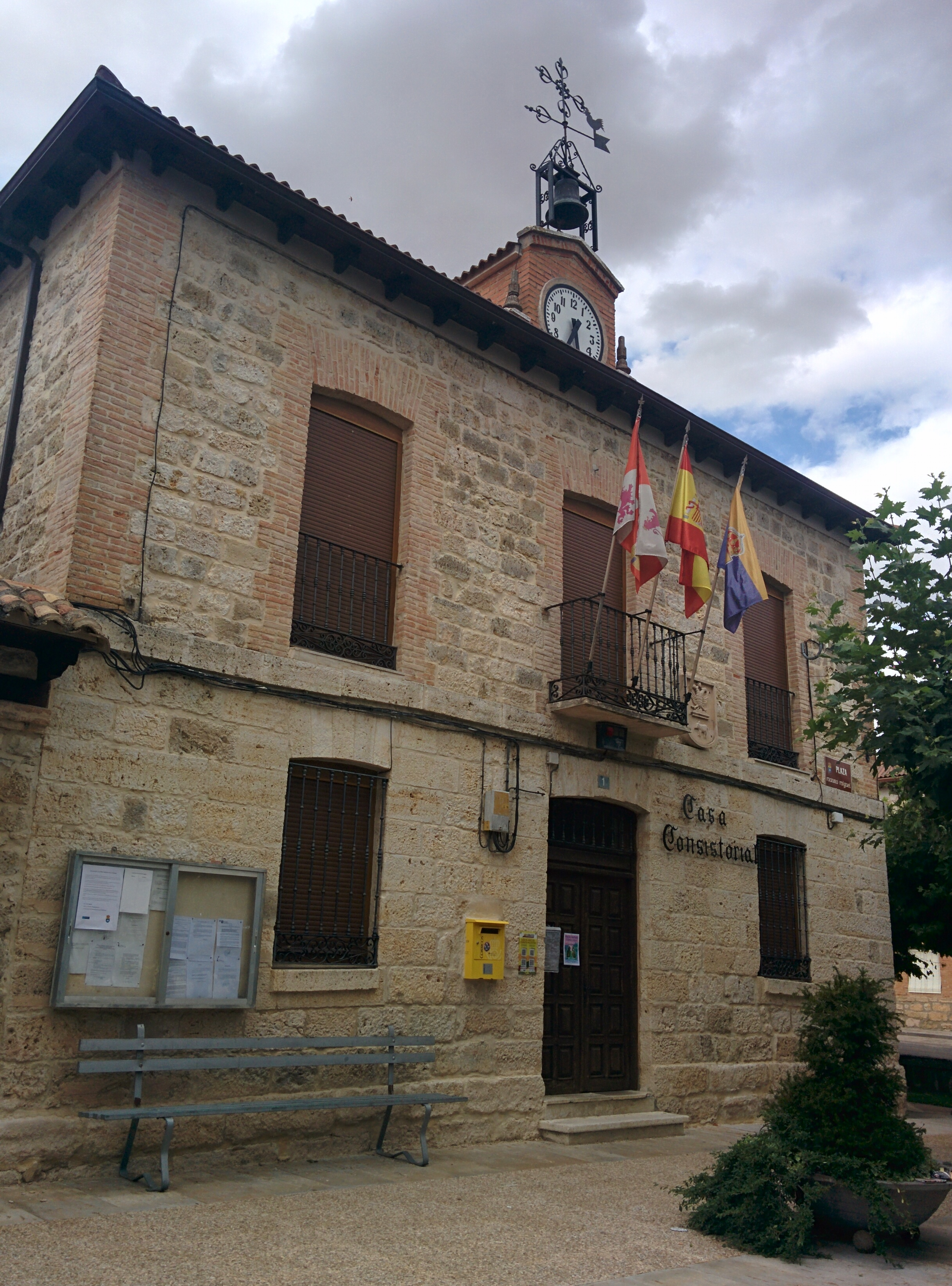
Casa consistorial

Integrado en la comarca de El Cerrato, se sitúa a 18 kilómetros de la capital palentina. El término municipal está atravesado por la Autovía de Castilla A-62 entre los puntos kilométricos 71 y 75, y por la carretera provincial P-411 que permite la comunicación con Torquemada y Valdeolmillos. 
El norte del territorio cuenta con numerosos páramos característicos de la comarca, mientras que al sur se extiende el valle del río Pisuerga, que hace de límite municipal. La altitud oscila entre los 890 metros, en un páramo al noroeste, y los 723 metros a orillas del río Pisuerga. El pueblo se alza a 792 metros sobre el nivel del mar. 

## Historia

### SigloXIX
Así se describe a Villamediana en la página 188 del tomo XVI del Diccionario geográfico-estadístico-histórico de España y sus posesiones de Ultramar, obra impulsada por Pascual Madoz a mediados del siglo XIX:

VILLAMEDIANA

Villa con ayuntamiento en la provincia y diócesis de Palencia (3), partido judicial de Astudillo (2 1/2), y audiencia territorial y capitanía general de Valladolid (13).
Situada en un valle y dominada por dos cuestas de bastante elevación, una por N y otra por O con clima poco frío, bien ventilado y sano y propenso a calenturas intermitentes y constipados.
Consta de 280 casas de mala construcción en 4 barrios y varias calles antiguamente cercadas por una muralla de que apenas quedan señales; en el centro de la villa está la plaza y casa consistorial casi ruinosa. La escuela de primeras letras concurrida por 54 niños está dotada con 1.600 reales pagados parte de los propios y parte de una obra pía y reparto vecinal. Para surtido del vecindario hay varias fuentes en el término. La iglesia parroquial (Santa Colomba) está servida por un cura de segundo ascenso y 3 beneficiados; es un edificio de bastante solidez y buen gusto.
Confina el término con los de Torquemada, Astudillo, Valdespina, Valdeolmillos, Magaz y Reinoso.
El terreno es de mediana calidad y quebrado en su mayor parte. Tiene un monte de bastante extensión poblado de encina y roble y le baña un pequeño arroyo que se incorpora al Pisuerga.
Los caminos son locales y en mal estado. La correspondencia se recibe de la capital de provincia dos veces a la semana.
Producciones: trigo, cebada, centeno, pocas legumbres y algún vino, no obstante haber mucho viñedo, pero es poco productivo por sus muchos años; se cría ganado lanar y algún asnal y caza de liebres, perdices y conejos y algunos lobos.
Industria: la agrícola.
Comercio: la exportación del sobrante de sus productos y la importación de algunos artículos de primera necesidad.
Población: 240 vecinos, 1.248 almas.

Capital productivo: 1.829.400 reales. Imponible: 65.054. El presupuesto municipal asciende a 10.000 reales y se cubre con el producto de propios y otros arbitrios.

## Geografía humana

### Demografía
Cuenta con una población de 183 habitantes (INE 2024).
| Gráfica de evolución demográfica de Villamediana entre 1842 y 2021                                                    |
| |
| Población de derecho según los censos de población del INE. Población de hecho según los censos de población del INE. |

## Patrimonio

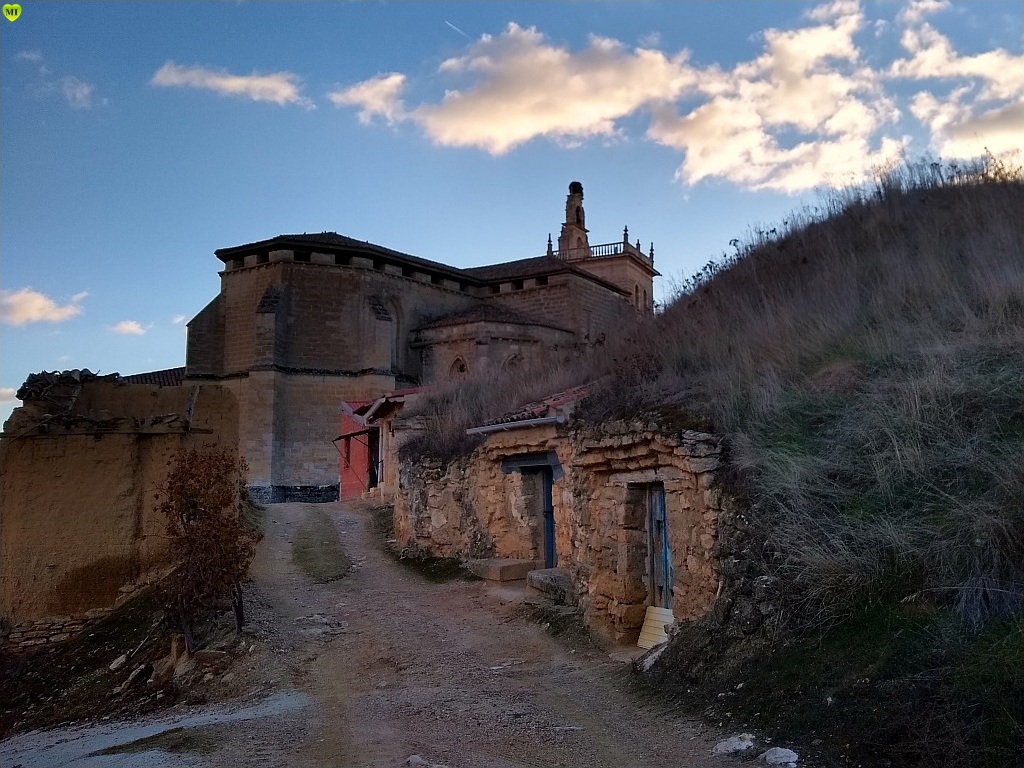
Iglesia parroquial

Trazado medieval amuralladoSe conserva parte de él.
Ermita-Humilladero de La Esclavina
Iglesia de Santa ColumbaCon aspecto de catedral y fortaleza. Iniciada en el siglo XII y con construcciones de los ss. XIII, XIV y XVI. Declarada Bien de Interés Cultural.

## Vecinos ilustres
- Beato Francisco de Jesús Terrero Pérez, (1590-1632), sacerdote de la orden de San Agustín. Misionero y mártir en Japón.[3]
- Hermilio Alcalde del Río (1866-1947), arqueólogo.[4]